# Canton de Pavilly
Le canton de Pavilly est une ancienne division administrative française située dans le département de la Seine-Maritime et la région Haute-Normandie.

## Géographie
Ce canton était organisé autour de Pavilly dans l'arrondissement de Rouen. Son altitude variait de 17 m (Betteville) à 182 m (Butot) pour une altitude moyenne de 124 m.

## Histoire
- De 1833 à 1848, les cantons de Buchy, de Clères et de Pavilly avaient le même conseiller général. Le nombre de conseillers généraux était limité à 30 par département[1].

## Représentation

### Conseillers généraux de 1833 à 2015
| Période | Période              | Identité                           | Étiquette                    | Qualité |
| ------- | -------------------- | ---------------------------------- | ---------------------------- | --- |
| 1833    | 1836                 | M. de Laborde d'Estouteville       |                              | Propriétaire à Estouteville |
| 1836    | 1842                 | Jean-Guillaume Blétry              |                              | Conseiller à la Cour royale de Rouen, conseiller d'arrondissement |
| 1842    | 1845                 | Adrien Bézuel                      |                              | Propriétaire à Pavilly, conseiller d'arrondissement |
| 1845    | 1848                 | André Maurice de Saint-Léger       | candidat de l'administration | Ingénieur en chef des mines, propriétaire à Rouen |
| 1848    | 1858 (décès)         | Adrien Bézuel                      |                              | Ancien chef d'escadron de chasseurs Propriétaire, maire de Pavilly |
| 1858    | 1864                 | Eugène Bataille                    | Bonapartiste                 | Membre du Conseil d'État |
| 1864    | 1874                 | Comte Louis Frotier de Bagneux     | Droite                       | Propriétaire à Limésy Député (1871-1876) |
| 1874    | 1880                 | Auguste Badin                      | Républicain                  | Industriel à Barentin |
| 1880    | 1887 (décès)         | Noël Fauvel                        | Républicain                  | Docteur en médecine Maire de Pavilly, conseiller d'arrondissement |
| 1887    | 1922                 | Pierre-Adalbert Frotier de Bagneux | Ent.rép.dém. (Droite)        | Propriétaire du château de Limésy Maire de Limésy, conseiller d'arrondissement Député (1911-1923)                                                                         |
| 1922    | 19 mai 1927 (décès)  | Jean Maillard                      | RG                           | Industriel - Maire de Pavilly, conseiller d'arrondissement Député (1919-1924)                                                                                             |
| 1927    | 1928                 | Henri Follet                       | FR                           | Huissier à Pavilly, conseiller d'arrondissement |
| 1928    | 1940                 | André Marie                        | Rad.                         | Avocat - Ministre (1933-1934) Député (1928-1940, 1945-1962) Président du Conseil Général (1945-1949 et 1973-1974) Ancien conseiller d'arrondissement du canton de Rouen-4 |
|         |                      |                                    |                              | |
| 1943    | 1945                 | Albert de Bagneux                  |                              | Maire de Limésy Nommé membre du conseil départemental en 1943 |
|         |                      |                                    |                              | |
| 1945    | 1949                 | André Marie                        | Rad.                         | Ministre (1933-1934, 1947-1948 et 1948-1954) Président du Conseil (juillet/septembre 1948) Maire de Barentin (1945-1974) Député (1928-1940, 1945-1962)                    |
| 1949    | 1955                 | René Duboc                         | RPF puis RS                  | Comptable |
| 1955    | 12 juin 1974 (décès) | André Marie                        | Rad.                         | Ministre (1933-1934, 1947-1948 et 1948-1954) Président du Conseil (juillet/septembre 1948) Maire de Barentin (1945-1974) Député (1928-1940, 1945-1962)                    |
| 1974    | 1979                 | Marcel Hideux                      | Rad. puis UDF-Rad.           | Médecin Conseiller municipal de Barentin |
| 1979    | 1992                 | Jean-Claude Bateux                 | PS                           | Professeur Député (1981-1986 et 1988-2002) Maire de Pavilly (1995-2001)                                                                                                   |
| 1992    | 1998                 | Michel Bentot                      | DVG                          | Instituteur Maire de Barentin (1989-2020) |
| 1998    | 2015                 | Pascal Marchal                     | PS                           | Attaché territorial Conseiller municipal de Pavilly |

### Conseillers d'arrondissement (de 1833 à 1940)
| Période                                  | Période          | Identité                                              | Étiquette          | Qualité |
| ---------------------------------------- | ---------------- | ----------------------------------------------------- | ------------------ | --- |
| 1833                                     | 1836             | Jean Guillaume Blétry                                 |                    | Conseiller à la Cour royale de Rouen                                                                        |
| 1836                                     | 1842             | Adrien Bézuel                                         |                    | Propriétaire à Pavilly                                                                                      |
| 1842                                     | 1858 (décès)     | Arsène Legrelle (1797-1858)                           |                    | Notaire à Rouen                                                                                             |
| 1858                                     | 1872 (décès)     | Édouard François du Mesgnil d'Arrentières (1797-1872) |                    | Ancien capitaine, propriétaire à Barentin                                                                   |
| 1872                                     | 1880             | Noël Fauvel                                           | Républicain        | Docteur en médecine, maire de Pavilly                                                                       |
| 1880                                     | 1883             | Julien Adam                                           | Républicain        | Maire de Sainte-Austeberthe                                                                                 |
| 1883                                     | 1887 (démission) | Pierre-Adalbert Frotier de Bagneux                    | Monarchiste        | Propriétaire du château de Limésy, maire de Limésy                                                          |
| 1887                                     | 1901             | Gaston Émile Ernest Brigalant                         | Monarchiste        | Fabricant de papier à Barentin                                                                              |
| 1901                                     | 1907             | Michel Fouquet                                        | Conservateur       | Huissier à Pavilly                                                                                          |
| 1907                                     | 1912 (démission) | Joseph-Alphonse Dépinay (1857-1921)                   | Républicain        | Notaire, maire de Pavilly                                                                                   |
| 1912                                     | 1922             | Jean Maillard                                         | Républicain        | Industriel, maire de Pavilly, député                                                                        |
| 1925                                     | 1927             | Henri Follet                                          | Union républicaine | Huissier à Pavilly                                                                                          |
| 1927                                     | 1940             | Jules Cornillot                                       | Union nationale    | Entrepreneur de maçonnerie à Barentin                                                                       |
| 1940                                     |                  |                                                       |                    | Les conseils d'arrondissement ont été suspendus par la loi du 12 octobre 1940 et n'ont jamais été réactivés |
| Les données manquantes sont à compléter. |                  |                                                       |                    | |

## Composition
Le canton de Pavilly regroupait 22 communes et comptait 30 428 habitants (recensement de 1999 sans doubles comptes).
| Communes               | Population (2012) | Code postal | Code Insee |
| ---------------------- | ----------------- | ----------- | ---------- |
| Barentin               | 12 836            | 76360       | 76057      |
| Beautot                | 106               | 76890       | 76066      |
| Betteville             | 485               | 76190       | 76089      |
| Blacqueville           | 598               | 76190       | 76099      |
| Bouville               | 994               | 76360       | 76135      |
| Butot                  | 275               | 76890       | 76149      |
| Carville-la-Folletière | 222               | 76190       | 76160      |
| Croix-Mare             | 590               | 76190       | 76203      |
| Écalles-Alix           | 501               | 76190       | 76223      |
| Émanville              | 508               | 76570       | 76234      |
| La Folletière          | 56                | 76190       | 76267      |
| Fresquiennes           | 979               | 76570       | 76287      |
| Fréville               | 797               | 76190       | 76289      |
| Goupillières           | 371               | 76570       | 76311      |
| Gueutteville           | 66                | 76890       | 76335      |
| Limésy                 | 1 306             | 76570       | 76385      |
| Mesnil-Panneville      | 515               | 76570       | 76433      |
| Mont-de-l'If           | 96                | 76190       | 76444      |
| Pavilly                | 6 140             | 76570       | 76495      |
| Sainte-Austreberthe    | 583               | 76570       | 76566      |
| Saint-Ouen-du-Breuil   | 685               | 76890       | 76628      |
| Villers-Écalles        | 1 781             | 76360       | 76743      |

## Démographie
| 1962   | 1968   | 1975   | 1982   | 1990   | 1999   | 2009 |
| ------ | ------ | ------ | ------ | ------ | ------ | ---- |
| 18 985 | 22 238 | 24 042 | 27 488 | 29 291 | 30 428 | -    |